# 井田由美
井田 由美（いだ ゆみ、1957年9月19日 - ）は、日本テレビのエグゼクティブアナウンサー。

## 略歴・人物
福岡県北九州市で生まれ、東京都港区、大阪府枚方市で育つ。父親は京都大学元教授（医用材料学）の井田一夫。
大阪府立四條畷高等学校、慶應義塾大学法学部法律学科卒業。中学時代はバスケット部、高校時代はブラスバンド部、大学在学中はシェイクスピア劇研究会、演劇集団アクト青山に所属して俳優を志し、演劇集団 円（円・演劇研究所）に研究生として在籍。石田純一は同期だった。アクト青山で井田を指導した渥美国泰は、「他人のセリフまで全部すぐに覚えてしまう非常に頭のいい子だった。演劇の知識、社会的常識を備えたマルチな英才で努力家だった」と証言している。1979年のNHK連続テレビ小説『マー姉ちゃん』の主役女優募集に応募していた。大学卒業を前に俳優の道は諦めたが、演技経験が面接で評価され、日本テレビの採用試験に1300人のアナウンサー志望者からただ一人だけ合格する。
大学卒業後の1980年にアナウンサーとして入社。同期入社の社員に佐野譲顕（広島テレビ取締役会長）、城朋子（元BS日本専務取締役）、石澤顕（2022年6月より日本テレビホールディングス・日本テレビ両社の代表取締役社長）、吾妻光良らがいる。
1983年にスタートした『ルンルンあさ6生情報』の初代司会者を務める。当時朝6時台の情報番組、女性アナウンサー単独で番組を進行する生放送は珍しかった。また本人の強い希望で『美の世界』を担当した。
男女雇用機会均等法が施行された1986年にスタートした『NNNライブオンネットワーク』で、日本のニュース番組で初の女性メインアンカーパーソンに起用され注目を浴びる。若手時代は日本テレビの元祖アイドルアナウンサーとして3年後輩の木村優子（元日テレ学院学院長）と共に人気を博した。
キャリアのほとんどを報道・情報番組が占めており、特に『きょうの出来事』や『報道特捜プロジェクト』では10年以上の長きに渡りキャスターを務めた。一方、バラエティ番組の出演はごくわずかであった。井田はバラエティ嫌いではなく、若手時代は自ら担当も希望していた。しかし、所ジョージのアシスタントを務めた『所ジョージのモノMONOウォーズ』は短命に終わり、それから3か月後にスポンサーごと所の冠番組が他局へ渡る憂き目に遭う。その後は制作側からアシスタントやサブMCとして声が掛かることはなかった。後に「バラエティー番組に関わらなかったのではなく、バラエティーを仕切る素質と技量がなかったのである」と述懐している。
2004年に報道局解説委員となりアナウンサーとしての第一線を退くが、2012年にアナウンス部へ復帰。2013年6月に編成局アナウンスセンターアナウンス部専門部長に就任。各種司会やナレーション業務の傍ら、記者やキャスターの研修なども担当している。
2017年9月に定年を迎えたが、そのまま日本テレビに在籍してアナウンサー業務を継続し、アナウンス部では最年長・最長キャリアのアナウンサーとなった。
2019年、アナウンサーの業務を通じて国語教育施策へ貢献したことを評され、文化庁長官表彰を受けた。

## アナウンサー論
- 長く『美の世界』を担当したことを踏まえ、アナウンサーは画を引き立てる額縁のような存在であるとしている。
- 賛否両論あるアナウンサーのタレント化についてはやや肯定的な立場を取っており、「夢の世界に生きるタレントと視聴者との間を橋渡しするのもアナウンサーの役目であり、番組でのタレント然とした振る舞いは"テレビを見ている人に、臨場感のある楽しさを届けたい"という思いからである」との考えを示した[10]。
- ニュースキャスターとしては「自らの意見を述べるのではなく、できるだけ事実を削ぎ落としてニュースの本質を伝える」「自らが当事者だからといって、当該事件の報道に力が入るようなことがあってはいけない」という考え方を持つ。1997年7月に起きた日本テレビ封筒爆弾事件では、爆弾が入った郵便の宛先が井田であり、期せずして自ら事件の当事者となったが、当日夜の『きょうの出来事』では淡々とした口調で事件を伝えるに留めた。2006年9月の『きょうの出来事』最終回に出演した際も同事件に触れつつ、改めてキャスターとしての自らの考え方を述べている。

## 出演番組
報道・情報番組
| 期間          | 期間           | 番組名                              | 役職 |
| ------------- | -------------- | ----------------------------------- | --- |
| 1983年5月9日  | 1986年9月26日  | ルンルンあさ6生情報                 | 司会 |
| 1986年9月29日 | 1988年4月1日   | NNNライブオンネットワーク【平日版】 | キャスター |
| 1988年4月9日  | 1990年3月30日  | NNNニュースプラス1【土曜版】        | キャスター |
| 1988年4月10日 | 1990年3月25日  | NNN日曜夕刊                         | キャスター |
| 1990年4月1日  | 2003年9月26日  | NNNきょうの出来事                   | キャスター ※1994年4月1日まで金曜日・休日担当、同年4月2日から1996年3月31日まで休日担当、同年4月1日から平日担当 |
| 1993年4月5日  | 1996年3月29日  | NNN昼のニュース                     | シフト勤務キャスター                                                                                          |
| 1996年4月13日 | 2008年12月20日 | 報道特捜プロジェクト                | キャスター |
| 時期不明      | 2007年9月28日  | 午後は○○おもいッきりテレビ          | 番組コーナー『きょうは何の日?』ナレーション                                                                   |
| 2007年10月1日 | 2009年3月27日  | おもいッきりイイ!!テレビ            | 番組コーナー『きょうは何の日?』ナレーション                                                                   |
| 2010年1月10日 | 現在           | 皇室日記                            | 司会 |

その他
- わたしの図書室（アール・エフ・ラジオ日本、2009年10月8日 - ）
- あすの空もよう → あすの全国の天気（1980年 - 1992年頃）[要出典]
- オールスターちょんまげオリンピック!!花の大江戸90分笑いっぱなし（1981年10月10日）
- バスクリンファミリータイム 所ジョージのモノMONOウォーズ（1985年1月15日 - 1985年6月25日）
- 美の世界（1985年 - 2002年）
- 笑点（アナウンサー大喜利、1998年5月3日）
- 謎を解け!まさかのミステリー（アナウンサーSP、2003年）
- 報道特別ドラマスペシャル 生と死を分けた理由…アース・クエイク 平成18年春・東京大震災（2006年4月3日・生放送パートの進行役）
- 夜の図書室（アール・エフ・ラジオ日本、「わたしの図書室」の前身番組）（2006年9月29日[13] - 2009年10月1日[14]）
- 今夜くらべてみました ゴールデン初回2時間SP（ゲスト、2017年4月19日[15]）
- 3分クッキング
- スポーツ実況（テニス、小学生バレー）
- 汐留リーダーズEYE （日テレNEWS24）
- 読売演劇大賞贈賞式司会（1993年 - ) 第1回から司会を務めている[16]。

## 映画
- 模倣犯（2002年） - アナウンサー 役